# NGC 5333
NGC 5333 (другие обозначения — ESO 221-17, PGC 49424) — линзообразная галактика (SB0) в созвездии Центавр.
Этот объект входит в число перечисленных в оригинальной редакции «Нового общего каталога».